# Nykil-Gammalkils församling
Nykil-Gammalkils församling är en församling i Linköpings stift inom Svenska kyrkan.  Församlingen ligger i Linköpings kommun i Östergötlands län och ingår i Slaka-Nykils pastorat.

## Administrativ historik
Församlingen bildades 1 januari 2010 genom sammanläggning av Nykils församling och Gammalkils församling, och bildade därefter till 2014 ett gemensamt pastorat med Ulrika församling. Församlingen ingår sedan 2014 i Slaka-Nykils pastorat.

## Kyrkor
- Gammalkils kyrka
- Nykils kyrka